# La salida del conservatorio
La salida del conservatorio (en francés: La sortie du conservatoire) es una pintura al óleo sobre lienzo del pintor impresionista francés Pierre-Auguste Renoir, realizada entre los años 1876 y 1877, que se conserva en la Fundación Barnes (Merion, Estados Unidos).

## Descripción
Renoir representa en este cuadro una escena de la vida cotidiana, donde un grupo de jóvenes parisinos se encuentra reunido fuera de una escuela de música. En el primer plano, dos hombres jóvenes conversan con dos de las mujeres. Los dos hombres visten un elegante traje de salón y un traje formal de noche, mientras que las mujeres están simplemente vestidas, la más cercana, que sostiene una partitura, lleva un jubón sobre un vestido de corte princesa y una enagua. Las tonalidades grises dominan el conjunto, plasmando la austera vestimenta de la época, recién finalizada la Guerra Franco-Prusiana de 1870. Las pinceladas son rápidas y empastadas, enlazando con el estilo impresionista, pero Renoir emplea una acertada dosis de dibujo para dotar de presencia volumétrica a cada una de las figuras. Además la sensación atmosférica provoca la distorsión de las figuras del fondo, utilizando una clásica perspectiva que dispone los personajes en planos que se alejan en profundidad.